# Єпіфанов Федір Олександрович
Фе́дір Олекса́ндрович Єпіфа́нов (нар. 31 січня 2004, Київ — † 11 грудня 2023, поблизу села Вербове) — український фехтувальник на рапірах, доброволець, членом національної збірної України та майстер спорту. Один з найкращих фехтувальників-кадетів у світі на кадетському чемпіонату світу з фехтування у Каїрі 2021-го року. Загинув під час російсько-української війни.

## Короткий життєпис
Народився 2004 року у місті Київ. Навчався в Олімпійському фаховому коледжі імені Івана Піддубного Національного університету фізичного виховання та спорту України.

## Спортивна біографія
Федір був чемпіоном і призером всеукраїнських змагань з фехтування на рапірах. На чемпіонаті світу з фехтування у Каїрі серед кадетів посів 15 місце.

## Нагороди
- Майстер спорту України